# Ashmeadiella
Ashmeadiella is een geslacht van vliesvleugelige insecten uit de familie Megachilidae.

## Soorten
- A. altadenae Michener, 1936
- A. aridula Cockerell, 1910
- A. australis (Cockerell, 1902)
- A. barberi Michener, 1939
- A. bequaerti Cockerell, 1931
- A. bigeloviae (Cockerell, 1897)
- A. biscopula Michener, 1939
- A. breviceps Michener, 1939
- A. bucconis (Say, 1837)
- A. cactorum (Cockerell, 1897)
- A. californica (Ashmead, 1897)
- A. cazieri Michener, 1939
- A. clypeodentata Michener, 1936
- A. cockerelli Michener, 1936
- A. crassa Cockerell, 1924
- A. cubiceps (Cresson, 1879)
- A. chumashae Griswold, 1985
- A. difugita Michener, 1939
- A. digiticauda Cockerell, 1924
- A. dimalla Michener, 1939
- A. erema Michener, 1939
- A. eurynorhyncha Michener, 1939
- A. femorata (Michener, 1936)
- A. floridana (Robertson, 1897)
- A. foveata Michener, 1939
- A. foxiella Michener, 1939
- A. gillettei Titus, 1904
- A. holtii Cockerell, 1898
- A. hurdiana (Michener, 1954)
- A. inyoensis Michener, 1939
- A. lateralis Michener, 1936
- A. leachi Michener, 1949
- A. leucozona Cockerell, 1924
- A. lutzi (Cockerell, 1930)
- A. maxima Michener, 1936
- A. meliloti (Cockerell, 1897)

- A. microsoma Cockerell, 1924
- A. micheneri Snelling, 1962
- A. neomexicana (Cockerell, 1904)
- A. occipitalis Michener, 1939
- A. opuntiae (Cockerell, 1897)
- A. parkinsoniae Parker, 1977
- A. pronitens (Cockerell, 1906)
- A. prosopidis (Cockerell, 1897)
- A. rhodognatha Cockerell, 1924
- A. rubrella (Michener, 1949)
- A. rufipes Titus, 1904
- A. rufitarsis Michener, 1939
- A. salviae Michener, 1939
- A. sangrita (Peters, 1972)
- A. sculleni Michener, 1939
- A. sonora Michener, 1939
- A. stenognatha Michener, 1939
- A. stevensi Michener, 1937
- A. timberlakei Michener, 1936
- A. titusi Michener, 1939
- A. truncativentris Michener, 1951
- A. vandykiella Michener, 1949
- A. xenomastax Michener, 1939